# 悲しい耳鳴り
『悲しい耳鳴り』（かなしいみみなり）は日本のポストパンクバンド、SPARTA LOCALSの1枚目のアルバム。
2002年4月3日にデンジャークルー・レコードより発表された。規格品番はDCCM-6。廃盤のため入手は困難とされる。
それまで音源を自主制作にて発表していた同バンドの初のアルバム。収録曲のうち、「レインボープール」「GRUNGY SISTER」「Oh! Good Life, No Good Life!」「エレベーター エレベータ」は過去に自主制作として発表していた楽曲の再録である。2009年9月23日にSHIBUYA-AXにて行われた解散ライブ『ラストダンスはあなたに』では、「宇宙ネオン」以外の全曲が演奏された。

## 収録曲
全作詞・作曲：安部コウセイ
1. パーフェクトソング - 4:16
2. 夜の迎撃 - 3:57
3. レインボープール - 4:09
4. GRUNGY SISTER	- 7:55
5. Oh! Good Life, No Good Life! - 2:40
6. エレベーター エレベータ - 4:31
7. 春忘却 - 4:05
8. 宇宙ネオン - 3:49

## 演奏者
- 安部コウセイ - ボーカル、ギター
- 伊東真一 - ギター
- 安部光広 - ベース
- 中山昭仁 - ドラムス